# Liste der Monuments historiques in Berville
Die Liste der Monuments historiques in Berville führt die Monuments historiques in der französischen Gemeinde Berville auf.

## Liste der Bauwerke
| Bezeichnung     | Beschreibung              | Standort | Kennzeichnung | Schutzstatus | Datum | Bild           |
| --------------- | ------------------------- | -------- | ------------- | ------------ | ----- | -------------- |
| Kirche St-Denis | Erbaut im 13. Jahrhundert | (Lage)   | PA00080004    | Classé       | 1920  | weitere Bilder |

## Liste der Objekte

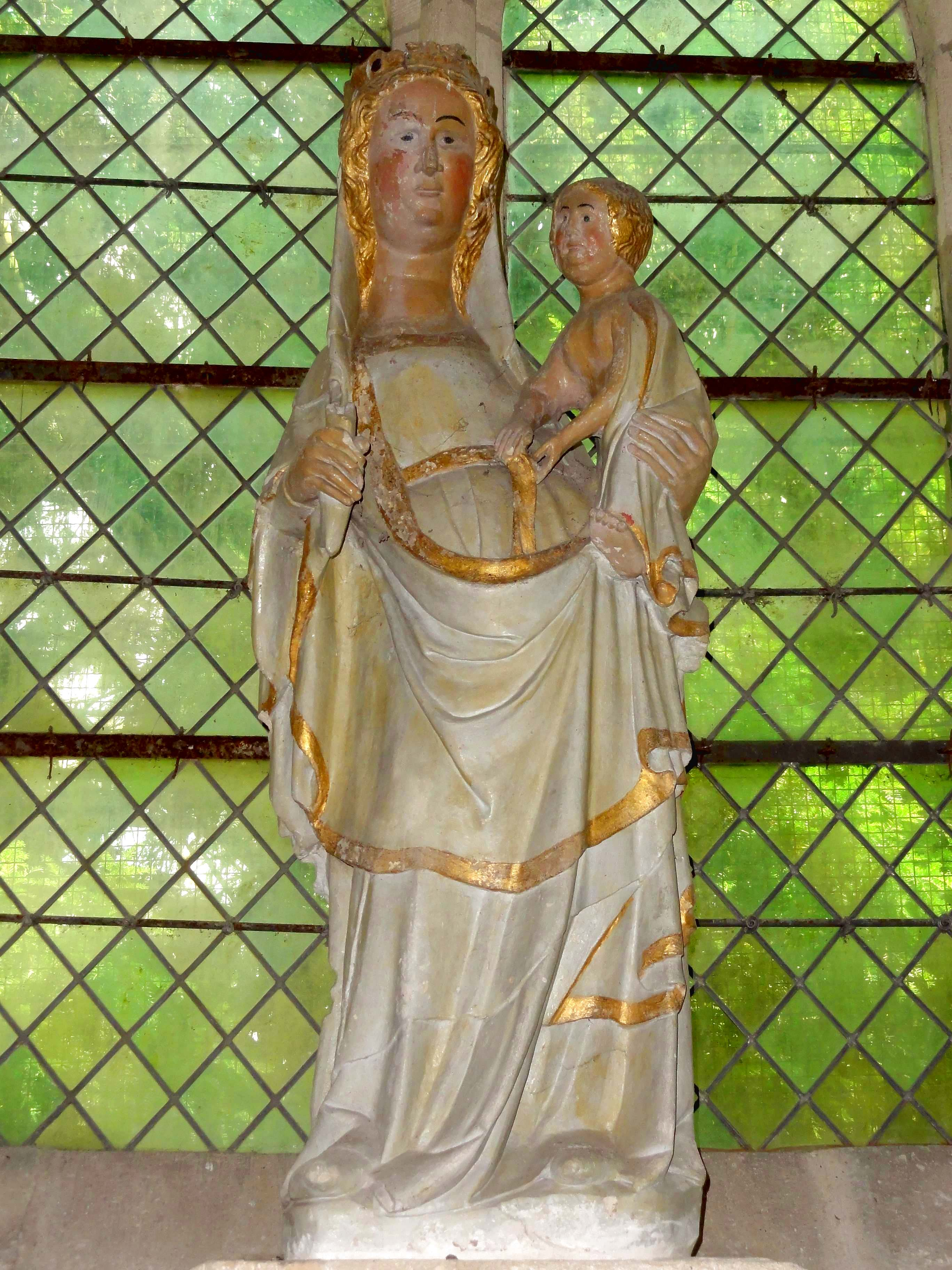
Skulptur Madonna mit Kind (16. Jahrhundert) in der Kirche St-Denis

- Monuments historiques (Objekte) in Berville in der Base Palissy des französischen Kultusministeriums